# Jason Fricchione
Jason Alan Fricchione (* 12. Juni 1970) ist ein US-amerikanischer Redaktionsmanager und Produktionsleiter beim Film, der des Öfteren auch als Synchronsprecher in Erscheinung tritt.

## Leben
Der US-amerikanische Redaktionsmanager und Filmproduktionsleiter Jason Fricchione ist vor allem durch seine Mitarbeit an verschiedenen international veröffentlichten Animationsfilmen bekannt. Nachdem er im Jahre 2002 noch als Assistent der Produktionsleitung für die Hintergründe und den Check der Animationen bei der Produktion von Lilo & Stitch verantwortlich war, kam er im Laufe der Zeit zu immer größeren Tätigkeiten. Neben seiner Assistenztätigkeit bei Ice Age 2: Jetzt taut’s (2006) übernahm er im Film auch als Synchronsprecher zwei Rollen. 2008 gab er sein Debüt als Redaktionsmanager, wo er unter anderem am Film Horton hört ein Hu mitarbeitete, bei dem er auch als Synchronsprecher in Erscheinung trat. Nach seinem ersten Engagement im zweiten Teil der Ice-Age-Reihe folgten in den Jahren danach auch noch weitere Engagements in den Fortsetzungen bzw. den zugehörigen Kurzfilmen der erfolgreichen Filmreihe. So war er unter anderem auch im Kurzfilm Surviving Sid aus dem Jahre 2008 als Redaktionsmanager tätig und hatte diese Tätigkeit auch im dritten Teil Ice Age 3: Die Dinosaurier sind los inne. Auch bei diesem Film war er ein weiteres Mal als Synchronsprecher aktiv. Ein weiteres Engagement in der Ice-Age-Reihe folgte im Jahre 2010 mit dem Kurzfilm Scrat’s Continental Crack-Up, bei dem er als Supervisor der Postproduktion, als auch als Erzähler auftrat. Der neueste Film, an dem Fricchione zurzeit mitgewirkt hat, ist der im April 2011 veröffentlichte Film Rio, bei dem er ein weiteres Mal als Produktionsmanager und Synchronsprecher in Erscheinung trat. Außerdem hat er im vierten Teil der Ice-Age-Reihe Ice Age 4 – Voll verschoben ein weiteres Mal das Amt des Redaktionsmanagers inne; der Film kam im Sommer 2012 in die Kinos.

## Filmografie
in der Redaktion
- 2008: Horton hört ein Hu
- 2008: Surviving Sid
- 2009: Ice Age 3: Die Dinosaurier sind los
- 2011: Rio

in der Produktionsleitung
- 2002: Lilo & Stitch → Assistent der Produktionsleitung, verantwortlich für die Hintergründe und den Check der Animationen
- 2006: Ice Age 2: Jetzt taut’s → Assistent der Produktionsleitung
- 2010: Scrat’s Continental Crack-Up → Postproduktionssupervisor

als Synchronsprecher
- 2006: Ice Age 2: Jetzt taut’s
- 2008: Horton hört ein Hu
- 2009: Ice Age 3: Die Dinosaurier sind los
- 2010: Scrat’s Continental Crack-Up
- 2011: Rio